# Diócesis de Greensburg
La diócesis de Greensburg (en latín: Dioecesis Greensburgen(sis) y en inglés: Roman Catholic Diocese of Greensburg) es una circunscripción eclesiástica latina de la Iglesia católica en Estados Unidos, sufragánea de la arquidiócesis de Filadelfia. La diócesis tiene al obispo Larry James Kulick como su ordinario desde el 18 de diciembre de 2020.

## Territorio y organización

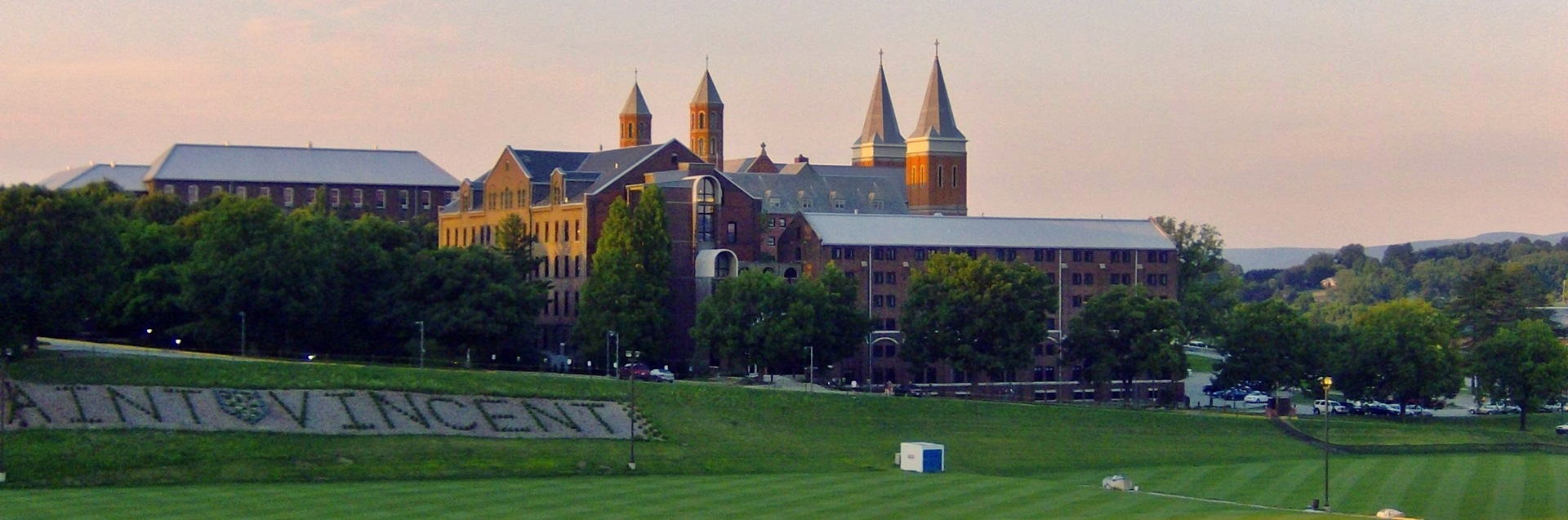
Archiabadía de San Vicente

La diócesis tiene 8632 km² y extiende su jurisdicción sobre los fieles católicos de rito latino residentes en 4 condados del estado de Pensilvania: Armstrong, Fayette, Indiana y Westmoreland.
La sede de la diócesis se encuentra en la ciudad de Greensburg, en donde se halla la Catedral del Santísimo Sacramento. En Latrobe se encuentra la archiabadía de San Vicente, cuya iglesia tiene el rango de basílica.
En 2020 en la diócesis existían 84 parroquias.

## Historia
La diócesis fue erigida el 10 de marzo de 1951 con la bula Ex supremi apostolatus del papa Pío XII, obteniendo el territorio de la diócesis de Pittsburgh.
El 16 de diciembre de 1960, con la carta apostólica Qui catholico, el papa Juan XXIII proclamó a la Santísima Virgen María Asunta al Cielo como patrona principal de la diócesis.

## Estadísticas
De acuerdo al Anuario Pontificio 2020 la diócesis tenía a fines de 2019 un total de 133 734 fieles bautizados.
| Año                                                                             | Población            | Población | Población      | Sacerdotes | Sacerdotes    | Sacerdotes    | Bautizados por sacerdote | Diáconos permanentes | Religiosos | Religiosos | Parroquias |
| Año                                                                             | Bautizados católicos | Total     | % de católicos | Total      | Clero secular | Clero regular | Bautizados por sacerdote | Diáconos permanentes | Varones    | Mujeres    | Parroquias |
| ------------------------------------------------------------------------------- | -------------------- | --------- | -------------- | ---------- | ------------- | ------------- | ------------------------ | -------------------- | ---------- | ---------- | ---------- |
| 1966                                                                            | 216 037              | 690 742   | 31.3           | 291        | 167           | 124           | 742                      |                      | 158        | 718        | 121        |
| 1970                                                                            | 226 018              | 682 776   | 33.1           | 249        | 61            | 188           | 907                      |                      | 220        | 646        | 120        |
| 1976                                                                            | 229 045              | 698 721   | 32.8           | 281        | 184           | 97            | 815                      | 1                    | 137        | 494        | 117        |
| 1980                                                                            | 229 105              | 756 173   | 30.3           | 293        | 186           | 107           | 781                      | 1                    | 146        | 465        | 118        |
| 1990                                                                            | 212 817              | 700 800   | 30.4           | 274        | 162           | 112           | 776                      |                      | 136        | 375        | 115        |
| 1999                                                                            | 187 166              | 679 421   | 27.5           | 237        | 155           | 82            | 789                      |                      | 41         | 286        | 107        |
| 2000                                                                            | 185 000              | 679 421   | 27.2           | 210        | 130           | 80            | 880                      |                      | 135        | 285        | 105        |
| 2001                                                                            | 188 710              | 680 152   | 27.7           | 206        | 129           | 77            | 916                      |                      | 123        | 409        | 105        |
| 2002                                                                            | 188 301              | 680 152   | 27.7           | 212        | 129           | 83            | 888                      |                      | 125        | 285        | 105        |
| 2003                                                                            | 183 034              | 681 720   | 26.8           | 205        | 126           | 79            | 892                      |                      | 132        | 295        | 103        |
| 2004                                                                            | 181 167              | 679 990   | 26.6           | 201        | 122           | 79            | 901                      |                      | 123        | 325        | 102        |
| 2006                                                                            | 170 486              | 680 630   | 25.0           | 192        | 118           | 74            | 887                      |                      | 116        | 206        | 101        |
| 2013                                                                            | 165 000              | 699 000   | 23.6           | 173        | 106           | 67            | 953                      | 2                    | 117        | 198        | 85         |
| 2016                                                                            | 140 382              | 648 897   | 21.6           | 206        | 100           | 106           | 681                      | 6                    | 157        | 258        | 78         |
| 2019                                                                            | 133 734              | 659 596   | 20.3           | 271        | 102           | 169           | 493                      | 7                    | 225        | 206        | 78         |
| Fuente: Catholic-Hierarchy, que a su vez toma los datos del Anuario Pontificio. |                      |           |                |            |               |               |                          |                      |            |            |            |

## Episcopologio
- Hugh Louis Lamb † (28 de mayo de 1951-8 de diciembre de 1959 falleció)
- William Graham Connare † (23 de febrero de 1960-20 de enero de 1987 retirado)
- Anthony Gerard Bosco † (2 de abril de 1987-2 de enero de 2004 retirado)
- Lawrence Eugene Brandt (2 de enero de 2004-24 de abril de 2015 retirado)
- Edward Charles Malesic (24 de abril de 2015-16 de julio de 2020 nombrado obispo de Cleveland)
- Larry James Kulick, desde el 18 de diciembre de 2020